# Hetzjagd
Als Hetzjagd, in der Jägersprache auch kurz Hetze, wird eine Jagdtechnik von Beutegreifern und Menschen bezeichnet. Eine gegensätzliche Jagdtechnik ist die Lauerjagd.
Die potenzielle Beute wird so lange verfolgt, bis sie entweder völlig erschöpft ist, nicht mehr zu fliehen vermag und daher gestellt ist, oder sie gefangen ist, d. h. durch das Einholen, Festhalten und zu Boden bringen durch den oder die Jäger. Welche der Varianten eintritt, ist von mehreren Faktoren abhängig; hierzu gehören die Tageszeit (und damit die Umgebungstemperatur), die Ausdauer der Beute, die Erfahrung der Jäger sowie deren Jagdstrategie. Es ist auch möglich, dass die Beute zu fliehen vermag bzw. sich als so gesund und kräftig erweist, dass die Jäger aufgeben oder ein anderes Opfer anvisieren.

## Formen der Hetzjagd
Im Groben gibt es zwei verschiedene Formen der Hetzjagd: die einer klassischen Ausdauerjagd und die einer kurzen Verfolgungsjagd, wobei letztere auf ein Anschleichen an die Beute folgt. Hetzjagd in Form einer klassischen Ausdauerjagd betreiben v. a. die größeren Caniden Wolf, Afrikanischer Wildhund und Rothund, sowie die Hyänen, insbesondere die Tüpfelhyäne. Zwar können dabei hohe Geschwindigkeiten erreicht werden, meist jedoch wird die Beute erst nach längerer Verfolgung zur Strecke gebracht. Ein extremes Beispiel stellt dabei der Afrikanische Wildhund dar. Er jagt insbesondere kleinere Antilopen und Gazellen, wobei die Beute nicht selten so lange verfolgt wird, bis sie vollkommen erschöpft ist. Die andere Variante, die meist in einer kürzeren Verfolgungsjagd mündet, wird hingegen v. a. von Geparden und Löwen durchgeführt. Da diese weder Ansitzjäger sind, wie die anderen Großkatzen, noch über die Ausdauer von Hunden verfügen, setzen sie dabei neben dem Überraschungseffekt und einer raschen Beschleunigung auf sehr hohe Geschwindigkeiten (Gepard) oder die Jagd im Rudel (Löwe), um zum Erfolg zu kommen. Da weder Löwen noch Geparde ihre Höchstgeschwindigkeit über längere Strecken durchhalten können, ist es für ihren Jagderfolg wichtig, die Beute rasch zu erreichen und zu Boden zu bringen. Um dies zu ermöglichen, kombinieren diese Arten die Hetzjagd meist mit einer Anpirschphase, um der Beute möglichst nah zu kommen. Caniden und Tüpfelhyänen hingegen zeigen dieses Verhalten bei der Jagd auf größere Beutetiere viel seltener, stattdessen eröffnen sie die Jagd nicht selten gut sichtbar durch einen plötzlichen Wechsel in eine höhere Geschwindigkeit.

## Hetzjagd bei Tieren

### Ablauf
Hetzjagd wird entweder von Einzeljägern oder von und in Gruppen bzw. Rudeln betrieben. Oft sind Beutetiere auf kurze Distanz schneller, die jagenden Beutegreifer aber ausdauernder, zumindest dann, wenn die Jagd von Caniden oder Hyänen durchgeführt wird. Bei Großkatzen hingegen verhält es sich genau umgekehrt: die Jäger setzen auf den Überraschungseffekt und ihre starke Beschleunigung, müssen die Jagd aber meist schon nach einer relativ kurzen Strecke aufgeben, da die Beute ausdauernder und auf lange Distanzen auch schneller ist. Dabei wechseln sich die führenden Verfolger ständig ab, so dass einzelne Individuen zeitweise bestimmte Strecken besonders rasch bewältigen. Dies wird von Verhaltensforschern so gedeutet, dass damit die Hetze unter dem geringstmöglichen Energieverbrauch durchgehalten werden kann. Eine Hetze muss nicht immer zum Erfolg führen. Besonders Geparde brechen eine Hetze oft ab, da sie als Kurzstreckenjäger schnell erschöpft sind.
Tendenziell haben Hetzjäger eine höhere Erfolgsquote bei der Jagd als Lauer- und Pirschjäger. Afrikanische Wildhunde sind beispielsweise ausgeprägte Hetzjäger und gelten als die erfolgreichsten Raubtiere überhaupt. Der Gepard gilt als erfolgreichste alleine hetzende Raubkatze.

### Tierarten
Die Hetzjagd kommt als Ausdauerjagd bei im Rudel jagenden hundeartigen und katzenartigen Raubtieren vor.
Hetzjagd betreiben beispielsweise
- der Löwe (Panthera leo)
- der Wolf (Canis lupus)
- der Asiatische Rothund (Cuon alpinus)
- der Afrikanische Wildhund (Lycaon pictus)
- die afrikanische Tüpfelhyäne (Crocuta crocuta)
- der südamerikanische Riesenotter (Pteronura brasiliensis).

Der Gepard ist ein einzeljagender Hetzjäger.
Zum Jagdverhalten von Barrakudas und einigen anderen Raubfischen sowie Zahnwalen wird diskutiert, ob auch deren Jagdverhalten als Hetzjagd zu gelten hat.

## Hetzjagd durch Menschen

### Ursprüngliche Art
Allein durch Menschen und zu Fuß ist die Hetzjagd als Ausdauerjagd auf Tiere sehr alt. Noch heute wird diese Form der Hetzjagd von verschiedenen urtümlich lebenden Völkern betrieben. So hetzen zum Beispiel die Jäger der San im südlichen Afrika auch heute noch ihre Beute zu Tode. Dabei wählen die Jäger ein bestimmtes Tier zu Sonnenaufgang aus und beobachten es aus der Entfernung über mehrere Stunden. Bewegt es sich in der Hitze des Vormittags auf ein Wasserloch zu, beginnt die Jagd. Die Wildtiere sind sehr viel schneller als die Jäger, ihre ausgewählte Beute entkommt ihnen daher mit Leichtigkeit. Doch die Jäger folgen der Spur und nähern sich nach kurzer Zeit wieder, noch bevor das Tier trinken kann. Diese Jagd dauert mehrere Stunden, in denen die Jäger in ständiger Bewegung bleiben, sich in die Beute hineinversetzen und versuchen, ihre Fluchtroute zu erahnen, um dem Tier den Weg abzuschneiden. Die Beute kann durch ihre Schnelligkeit den Abstand zum Jäger immer wieder vergrößern, kann ihren Verfolger jedoch nicht abschütteln – und nicht trinken. Sie flüchtet daher nicht in gerader Linie in die Ferne, sondern tendiert immer stärker dazu, in der Nähe des Wasserlochs zu bleiben, und hält so die Fläche überschaubar, die von den Jägern abgedeckt und durchschritten werden muss. Diese tragen einen Wasservorrat mit sich und trinken unterwegs. Durch die Haut schwitzen sie und kühlen ihren Körper, während ihre Beute sich durch die ständige Bewegung in der Hitze des Tages nicht abkühlen kann und einen Hitzschlag erleidet. Oft bleibt das Tier vollkommen entkräftet am Nachmittag einfach stehen, ist nicht mehr in der Lage zu einer weiteren Flucht und wird dann von den Jägern getötet. Hält die Beute die Hetzjagd bis zum Sonnenuntergang durch, kann sie entkommen. Deshalb versuchen die Jäger alles, um sie vorher zu Tode zu hetzen.

### Mit Caniden

#### Prähistorisch
Etwa 32.000 Jahre vor heute arbeitete nach einer Annahme von Pat Shipman und anderen Forschern der Cro-Magnon-Mensch mit halbdomestizierten „Wolf-Dogs“ („Wolf-Hunden“). Diese „Wolf-Hunde“ müssen nach Shipman keine direkten Vorfahren des heutigen Haushundes gewesen sein. Die Haplogruppen der mitochondrialen DNA vergleichbarer Caniden-Funde wiesen jedenfalls keine Übereinstimmung mit denen moderner Hunde oder Wölfe auf. Die Annahme von Shipman stützt sich auf Fundstätten in Mittel- und Osteuropa sowie in Asien mit vielen Mammut-Relikten (Mammoth Megasites), an denen sich häufig auch Relikte großer Caniden fanden. Statistische Auswertungen scheinen zu ergeben, dass die Anzahl der durch den Menschen erlegten Mammuts im Laufe der Zeit stark anstieg. Auf diese Auswertungen wird die These gestützt, dass die Partnerschaft von Mensch und Wolf-Hund zum Aussterben der Mammuts durch Hetzjagden auf dieselben geführt haben könnte. Darüber hinaus könnte der „Wolf-Hund“ als Jagdgefährte – neben der besseren Projektiltechnik seiner Jagdwaffen – zudem ein entscheidender „Wettbewerbsvorteil“ des anatomisch modernen Menschen (Homo sapiens) gegenüber dem Neandertaler gewesen sein.

#### Historische Formen
Unvollständiger Überblick:
- Hatz[7]
  - Hasenhetze[8]
- Parforcejagd[9]
  - Fuchsjagd mit Pferd und Hundemeute, bei Schleppjagd hingegen auf eine bloße Fährte,
- Brackierjagd[10]

Im Mittelalter wurden Hatzen als Formen der Hetzjagd vor allem vom Adel betrieben. Die Legende vom Heiligen Hubertus berichtet, wie er während einer Jagd zu Pferd mit Hunden von einem Hirsch mit einem Kreuz zwischen dem Geweih bekehrt wurde.
Im 17. und 18. Jahrhundert wurde die von den herkömmlichen Hatzen zu unterscheidende, in England und Frankreich ausgeformte Parforcejagd auch an deutschen Fürstenhöfen populär.
Eine Variante der Hatz ist die mit Windhunden betriebene Hasenhetze. Neben der Hasenhetze wurden Hetzjagden auf Sicht mit Windhunden historisch auch als Methode zur Jagd auf größere Tiere durchgeführt – so beispielsweise auf Hirsche (Deerhound, Staghound) und Wölfe (Barsoi, Irischer Wolfshund).

### Heute
Windhunde werden heute im amerikanischen Westen noch zur Jagd auf Kojoten eingesetzt.
Nach § 19 Abs. 1 Nr. 13 BJagdG ist die Hetzjagd in Deutschland verboten.
Als (rechtliche) Definition für Hetzjagd im Sinne des BJagdG wird angeboten:  eine Jagdausübung in der Form, dass das gejagte Tier von dem hetzenden Tier festgehalten wird, bevor es durch den Jäger getötet wird. Das Wildbret von stark gehetztem Wild gilt rechtlich als genussuntauglich.
In Deutschland verbietet das Tierschutzgesetz, ein Tier auf ein anderes Tier zu hetzen. Dabei wird unter Hetzen jede an ein Tier gerichtete Aufforderung zur Verfolgung oder zum aktiven Greifen eines anderen Tieres verstanden, unabhängig davon, ob das dem anderen Tier tatsächlich gefährlich werden kann. Ausgenommen von diesem grundsätzlichen Verbot ist das Hetzen nach den Grundsätzen weidgerechter Jagdausübung. Dieses Jagdprivileg gestattet in Bezug auf jagdbares Wild etwa den Einsatz von Greifen zur Beizjagd, von Frettchen zum Treiben von Kaninchen und von Erdhunden zum Treiben von Füchsen aus ihrem Bau, oder von sonstigen Jagdhunden, sofern es zur rechtmäßigen Jagdausübung oder zur Ausbildung dieser Tiere erforderlich ist. Die Nachsuche mit einem Schweißhund oder einem anderen Jagdhund auf angeschossenes oder angefahrenes Wild, um diesem durch möglichst schnelles Erlegen unnötiges Leid zu ersparen, kann in diesem Sinne Hetze bedeuten, ist aber weidgerecht und dem Jäger sogar geboten.
Die Brackierjagd, als eine Art Hetzjagd ist nach BJagdG auf einer Fläche von weniger als 1000 Hektar verboten, aber darüber hinaus weidgerecht. Ebenfalls weidgerecht ist die Drückjagd, bei der es aber im Gegensatz zur Hetzjagd darum geht, das Wild nur in eine Bewegung zu versetzen, die möglichst langsam sein soll, damit die Schützen es gut erkennen (ansprechen) und sicher erlegen können.

## Übertragene Bedeutung
Im übertragenen Sinne wird auch von einer Hetze oder Hetzjagd für „das Verfolgen, Jagen eines Menschen“ gesprochen, wenn Menschen zum Beispiel durch einen Mob oder andere Zusammenrottungen, meist mit der Androhung oder dem Ziel einer körperlichen Schädigung gejagt, durch Presseorgane (Hetzkampagne) oder auch im Internet (Cyber-Mobbing) wiederholt diffamiert und mit vollem Namen, Foto und womöglich Adresse genannt werden. Bisweilen wird der Begriff auch noch abstrakter insbesondere von Medien gebraucht. Die Ereignisse, die zum Rücktritt von Christian Wulff als Bundespräsident führten, bezeichnete der Journalist Heribert Prantl als „einmalige Hetzjagd“. Im Gegensatz etwa zu Verhetzung oder Volksverhetzung ist Hetzjagd jedoch kein juristisch definierter Begriff. Insbesondere nach den Ausschreitungen in Chemnitz 2018 entwickelte sich eine politische und mediale Debatte, ob „Hetzjagden“ stattgefunden hätten, sowie über die Begrifflichkeit als solche.